# Fernmeldeturm Ober-Olm
Der Fernmeldeturm Ober-Olm (auch als Funkübertragungsstelle Mainz 3 bezeichnet) ist eine Sendeanlage für UKW zwischen Ober-Olm und Essenheim im Landkreis Mainz-Bingen. Daneben gibt es elf Richtfunkverbindungen.
Der heute 108,35 Meter hohe Fernmeldeturm der Deutschen Funkturm wurde 1966 als Typenturm mit 70,35 Metern für die Deutsche Bundespost erbaut. Die Aufstockung fand 1990 statt. Der Turm hat in der Bevölkerung den Spitznamen „Olmi“ oder „Ober-Olmer Spargel“.

## Frequenzen und Programme

### Analoges Radio (UKW)
| Frequenz (MHz) | Programm | RDS PS             | RDS PI                | Regionalisierung | ERP (kW) | Antennendiagramm rund (ND)/gerichtet (D) | Polarisation horizontal (H)/vertikal (V) |
| -------------- | -------- | ------------------ | --------------------- | ---------------- | -------- | ---------------------------------------- | ---------------------------------------- |
| 100,6          | RPR1     | RPR1._MZ, _RPR1.__ | D6A8 (regional), D3A8 | Rhein-Main       | 20       | D (30°-70°, 130°-320°)                   | H                                        |
| 104,5          | bigFM    | _big_FM_           | D3A9                  | Rheinland-Pfalz  | 20       | ND                                       | H                                        |

Die Ausstrahlung auf der Frequenz 100,6 begann im Oktober 1990, die Frequenz 104,5 wurde im Dezember 1991 in Betrieb genommen.